# Тотка Петрова
Tотка Николаева Петрова е българска, лекоатлетка, бегачка на средни разстояния, която представя България през периода 1970 – 1983 г. Състезава се на 800 и 1500 метра и печели редица медали в международни състезания. Тя притежава рекорда на България на 1500 метра. Избрана е за Спортист на Балканите през 1977 година.

## Биография и спортна кариера
Tотка Николаева Петрова е родена на 17 декември 1956 г. в град Ямбол и представя клуба „Тунджа“ (Ямбол). Тя печели сребърни медали през 1977 и 1978 г. на Eвропейското първенство по лека атлетика на закрито. През 1977 г. тя е само на 0,05 секунди след златната медалистка Жана Колебрук. Така тя продължава силната традиция на българските лекоатлетки на 800 м бягане, които имат медали от предишните Европейски шампионати на закрито през 1972, 1973, 1975 и 1976 г. – Светла Златева, Стефка Йорданова, Росица Пехливанова, Николина Щерева и Лиляна Томова.
През 1977 г. Тотка Петрова също печели златен медал в състезанията за Световната купа на 800 м с постижение 1 мин. 59,2 сек. и в Лятната универсиада 1977 златни медали на 800 и 1500 м. През 1978 г. тя участва в Европейския шампионат, финишира 4-та на 800 метра и печели бронзов медал на 1500 м.
На Летните олимпийските игри през 1980 г. тя достига до полуфинал на 800 м и само до сериите на 1500 м. През 1982 г. финишира 9-а на 1500 метра на Eвропейското първенство на закрито, и завършва участието си на Eвропейското първенство през 1982 г. без да достигне до финала. На Световното първенство през 1983 г. тя достига до полуфинал на 800 метра, където отпада от борбата. Участва също и на 1500 м, където е отстранена в сериите.
Тотка Петрова е шампионка на България на закрито на 800 метра през 1977 и 1978 г. и на 1500 м през 1983 г. Силно се представят по това време Николина Щерева, Румяна Чавдарова и Ваня Господинова. На състезания на открито Тотка Петрова е шампионка на България на 400 метра през 1978 г., на 800 м през 1977, 1978 и 1983 и на 1500 метра през 1977, 1979 и 1983 г.
Нейните лични рекорди са: 1 минута и 56,2 секунди на 800 метра през юли 1979 г. в Париж и 3 мин. 57,4 сек. на 1500 м през август 1979 г. в Атина – републикански рекорд.
Тотка Петрова все още държи рекорда на България на 1500 метра.  С автоматично отчитане на времето тя постига 1 мин. 56,59 сек. през август 1978 г. в Прага. Тя също има 51,82 секунди на 400 метра и 2 мин. 33 сек. на 1000 метра през август 1978 г. в София.